# Rod (criptozoología y ufología)

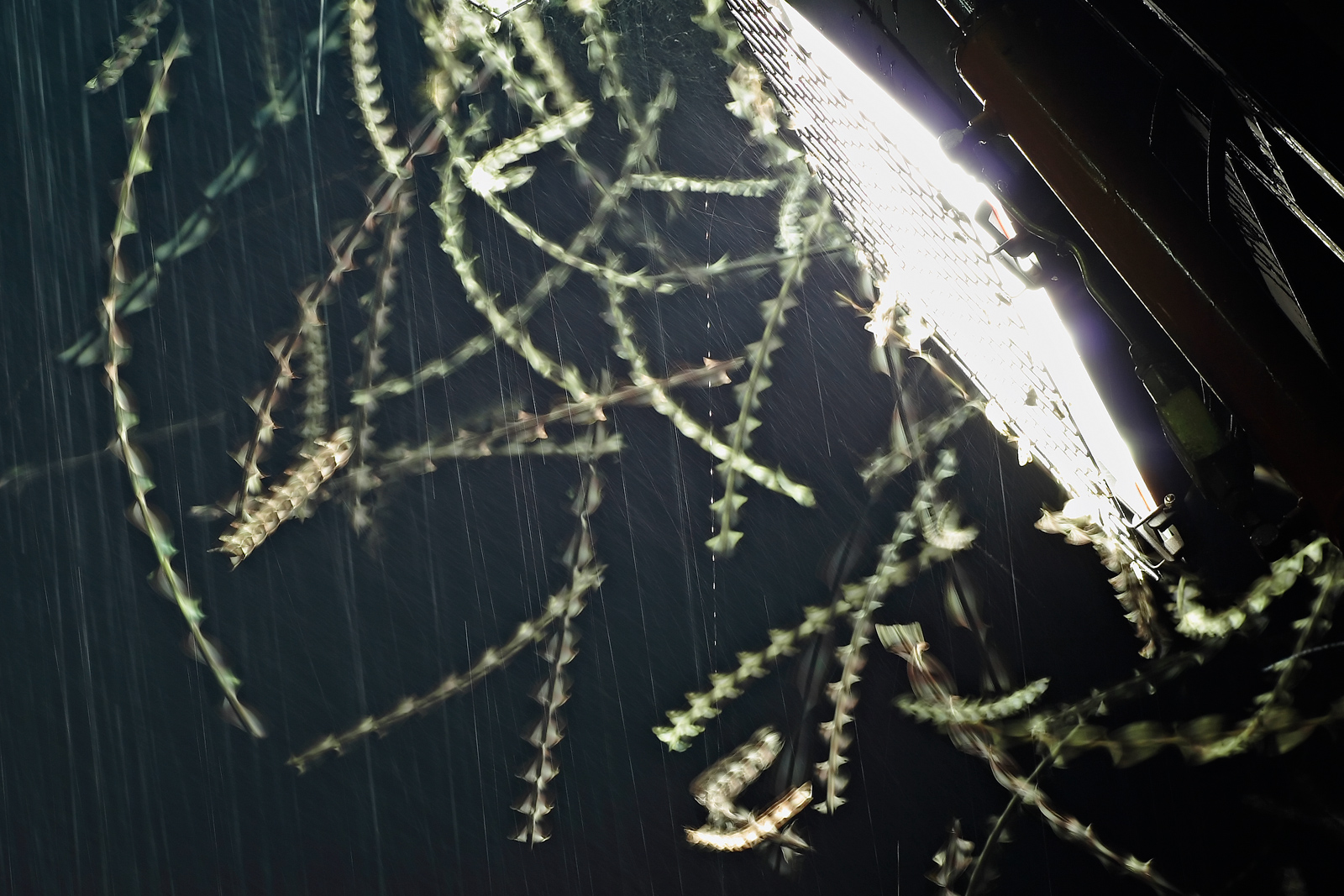
Esta fotografía de larga exposición de polillas volando alrededor de un foco muestra un exagerado efecto de «rod».

Los rods son observaciones confusas descritas por algunos seguidores de la criptozoología y la ufología, como supuestos fenómenos o criaturas pseudocríptidas; que son detectadas en la forma de objetos en movimiento sobre un paisaje, especialmente en grabaciones de vídeo o fotografía.

## Descripción
Las afirmaciones de los que sí creen y de alguna manera intentan probar su existencia, no han probado tener validez científica, debido a que son sucesos no comprobables ni repetibles; puesto que los únicos documentos que les validan son los vídeos.
Los rods (término del inglés para "vara" o "barra"), que también han sido llamados "varas voladoras", deben su nombre a la forma que presentan extrañas imágenes grabadas en vídeo o fotografía; las cuales científicamente son consideradas evidencia no aprobada de lo que algunos investigadores llaman seres multidimensionales.
Los creyentes en la existencia de estas imágenes como prueba de un supuesto fenómeno o ser desconocido, afirman que los rods medirían generalmente entre cinco pulgadas (12,7 cm) y seis metros de longitud, y que poseerían una membrana fina a lo largo de su eje que es usada para propulsarse en el aire, de modo similar a como las sepias utilizan sus aletas para desplazarse en el agua; de las cuales se dice que vuelan tan rápido que no pueden ser captadas a simple vista o también largos tubos entre 15 o 16 cm con unas pequeñas alas a los lados.
Hasta el momento no hay un documento en línea que haga mención a estudios entomológicos comparativos que analicen la estructura de patrones de movimiento que algunos insectos del orden ortóptero, neóptero o coleóptero realizan en sus movimientos de vuelo, despegue o aterrizaje.

### Posible explicación
Aunque son estudiados por algunos criptozoólogos y ufólogos, todas las pruebas científicas que se les ha realizado indican que se trata realmente de interpretaciones erróneas de "artefactos" (mala interpretación de un objeto, producto de un error producido por el instrumento).
En particular, se ha demostrado que el paso rápido de insectos (especialmente los grandes) batiendo sus alas frente a una cámara crea efectos en forma de vara, debido a la llamada "mancha de movimiento" que se producen en las dos imágenes entrelazadas que crean cada fotograma, simplemente porque el vídeo es incapaz de captar nítidamente algo que se mueve a más de cierta velocidad. Investigadores posteriores probaron que la aparición de varas voladoras en vídeo es una ilusión óptica creada por la lenta velocidad de grabación de cámaras que se utiliza para ahorrar espacio de memoria o cinta. 
Una de las pruebas, realizada en el otoño de 2005 por investigadores de una instalación en Jilin, China, quienes tendieron una red para capturar a pequeños supuestos rods que se veían en sus filmaciones de seguridad (idénticos a los captados por los promotores del misterio en Occidente), demostró que estos elementos no eran más que polillas y otros insectos voladores.
Algunos científicos piensan que la presencia de los llamados rods es debido a las cámaras de videos, las cuales toman aproximadamente 30 cuadros por segundo, lo cual produce una distorsión o duplicación del objeto que se aprecia en la cámara de video. Esta teoría llevó a algunos camarógrafos a probarla, con un sencillo experimento de dos cámaras, una normal de 38 cuadros por segundo y una de alta velocidad de hasta 2000 cuadros por segundo. Cuando se revisa la filmación aparece un "rod" en solo dos cuadros y cuando se ve en la cámara de alta velocidad, se ve a un insecto volando. Esto explica el fenómeno de los rods...